# Iver Knotten
Iver Johan Knotten (født 17. december 1998 i Ramnes) er en cykelrytter fra Norge.